# Framber Valdez
Framber Valdez (né le 19 novembre 1993 à Sabana Grande de Palenque en République dominicaine) est un lanceur gaucher de la Ligue majeure de baseball.

## Carrière
Framber Valdez signe son premier contrat professionnel en mars 2015 avec les Astros de Houston.
Il fait ses débuts dans le baseball majeur avec les Astros le 21 août 2018.